# El Mirador, Tempoal
El Mirador är en ort i Mexiko.   Den ligger i kommunen Tempoal och delstaten Veracruz, i den sydöstra delen av landet, 240 km norr om huvudstaden Mexico City. El Mirador ligger 66 meter över havet och antalet invånare är 183.
Terrängen runt El Mirador är platt. Runt El Mirador är det ganska glesbefolkat, med 34 invånare per kvadratkilometer. Närmaste större samhälle är Tempoal de Sánchez, 11,8 km nordost om El Mirador. Omgivningarna runt El Mirador är en mosaik av jordbruksmark och naturlig växtlighet.